# NGC 1834
NGC 1834 (również ESO 56-SC60) – gromada otwarta, znajdująca się w gwiazdozbiorze Złotej Ryby. Należy do Wielkiego Obłoku Magellana. Odkrył ją John Herschel 11 listopada 1836 roku.